# Funeral Mist
I Funeral Mist sono un gruppo musicale black metal svedese fondato a Stoccolma nel 1993.

## Storia
Il gruppo si forma nel 1993 con il cantante e chitarrista Typhos (Henrik Ekeroth), il chitarrista Vintras e il batterista Velion. Più tardi si aggiunse anche il bassista Arioch.
Nel 1995 pubblicano il loro primo demo dal titolo Darkness e Velion viene sostituito con Necromurbus. Nel 1996 i Funeral Mist pubblicano il loro secondo demo intitolato Havoc, e Typhos lascia la band per unirsi ai Dark Funeral.
Dopo l'abbandono di Vintras per problemi personali il gruppo diventa un duo composto da Arioch (cantante, chitarrista e bassista) e Necromorbus (batterista). Con questa formazione nel 1998 viene pubblica l'EP Devilry. Successivamente viene reclutato il chitarrista Nachash.
Nel 2003 viene pubblicato il primo album: Salvation, per l'etichetta Norma Evangelium Diaboli.
Successivamente Necromorbus esce ufficialmente dalla band (attualmente lavora con la propria etichetta Necromorbus Studio). Due anni dopo l'album esce una raccolta chiamata Devilry/Havoc, che raccoglie i brani del rispettivo demo e dell'EP.
Il 23 febbraio 2009 è uscito il nuovo lavoro dei Funeral Mist, Maranatha, sempre per l'etichetta Norma Evangelium Diaboli, la formazione sarà formata da Arioch e da un nuovo batterista che, secondo voci ufficiose, dovrebbe essere lo stesso dei Deathspell Omega.
Il 15 giugno del 2018 esce il terzo album della band, Hekatomb.
Il 17 dicembre del 2021 i Funeral Mist pubblicano Deiform per la Norma Evangelium Diaboli.

## Componenti

### Ultima line-up
- Arioch (Daniel Rosten) - voce, basso, chitarra, songwriting, lyrics
- Lars Broddesson - batteria (session)

### Ex membri
- Necromorbus - batteria
- Typhos - chitarra, voce (1993-1996)
- Vintras - chitarra (1993-1997)
- Velion - batteria (1993-1995)
- Nachash - chitarra (1998-2003)

## Discografia

### Album in studio
- 2003 - Salvation
- 2009 - Maranatha
- 2018 - Hekatomb
- 2021 - Deiform

### Demo
- 1995 - Promo '95
- 1995 - Darkness
- 1996 - Havoc

### EP
- 1998 - Devilry

### Raccolte
- 2005 - Devilry/Havoc